# A-382
La A-382 es una autovía autonómica andaluza que discurre enteramente por la provincia de Cádiz. Pertenece a la Red Básica de Articulación dentro del Catálogo de Carreteras de Andalucía.
Antes de su traspaso a la Junta de Andalucía, su trazado formaba parte de la carretera N-342. Después de la transferencia, la Junta dio el nombre de A-382 a toda la ruta entre Jerez y Antequera, ahora dividida en A-382 y A-384. El tramo de autovía entre Jerez y Arcos se completó en 2007.
Está previsto que todo el tramo de carretera convencional entre Arcos de la Frontera y Antequera (A-384) sea convertido en autovía donde tomaría la denominación A-382 en todo su recorrido y pase a formar parte de la Red Básica Estructurante del Catálogo de Carreteras de Andalucía. Sustituyendo el identificador verde por el naranja. Esta actuación posibilitará que la Bahía de Cádiz este excelentemente comunicada con Andalucía Oriental y el Levante.

## Recorrido y Salidas
La autovía une Jerez de la Frontera con Arcos de la Frontera. Nace en la salida 631 de la A-4 (Madrid-Cádiz) y se dirige hacia el este, con una salida hacia el Circuito de Jerez. Bordea por el sur la pedanía arcense de Jédula antes de llegar a su destino, Arcos de la Frontera, donde se divide en tres posibles destinos:
- A-372 a El Bosque y Grazalema
- A-384 a Antequera
- A-393 a Espera

### Salidas
| Velocidad | Esquema | Salida | (sentido Arcos)                                                    | (sentido Jerez)                                                                    | Carretera | Anotaciones |
| --------- | ------- | ------ | ------------------------------------------------------------------ | ---------------------------------------------------------------------------------- | --------- | ----------- |
|           |         |        | Inicio de la autovía A-382                                         | Fin de la autovía A-382 Continúa dirección: A-2005 Jerez de la Frontera Aeropuerto |           |             |
|           |         | 0A     |                                                                    | Cádiz                                                                              | E-5 AP-4  |             |
|           |         | 0B     |                                                                    | Sevilla                                                                            | E-5 AP-4  |             |
|           |         | 3      | Circuito de Velocidad de Jerez vía de servicio Torremelgarejo      | Circuito de Velocidad de Jerez vía de servicio Torremelgarejo                      | A-382a    |             |
|           |         | 7      | Torremelgarejo cambio de sentido                                   | Torremelgarejo cambio de sentido                                                   | A-382a    |             |
|           |         | 11     | A-2202 Jédula Cortijo de Vicos Yeguada Militar vía de servicio     |                                                                                    | A-382a    |             |
|           |         | 15     | Jédula Junta de los Ríos                                           | Jédula Junta de los Ríos                                                           | A-2200    |             |
|           |         | 20     | Arcos de la Frontera (oeste)                                       | Arcos de la Frontera (oeste)                                                       | A-382a    |             |
|           |         | 26     | CA-5101 Arcos de la Frontera CA-5101 Gibalbín                      | CA-5101 Arcos de la Frontera CA-5101 Gibalbín                                      | CA-5101   |             |
|           |         | 29     | A-382a Arcos de la Frontera (este) A-393 Espera A-372 El Bosque    | A-382a Arcos de la Frontera (este) A-393 Espera A-372 El Bosque                    | A-382a    |             |
|           |         |        | Fin de la autovía A-382 Continúa dirección: A-384 Bornos Antequera | Inicio de la autovía A-382                                                         |           |             |